# 克莱市 (肯塔基州)
克莱市（英語：Clay City），是美国肯塔基州的一座城市。面积约为2.3平方公里（0.9平方英里）。根据2010年美国人口普查，该市的人口为1,077人。